# Водоснабдяване и канализация (Ямбол)
„Водоснабдяване и канализация“ ЕООД в Ямбол е дружество със 100% държавно участие.
Неговият предмет на дейност е поддържане и експлоатация на водоснабдителните и канализационните системи в населените места, разположени на територията на област с административен център град Ямбол, включващ общините Ямбол, Тунджа, Елхово, Стралджа и Болярово с обща площ 3402,09 km². Дружеството обслужва 151 793 жители в 110 населени места. Общата дължина на водопроводната мрежа е около 2176 km, а на канализационната – около 217 km.
Създадено е през януари 1961 г. С решение № 766/27 септември 1991 г. на Ямболския окръжен съд с фирмено дело № 953/1991 г. в Търговския регистър е вписано ЕООД „Водоснабдяване и канализация“, Ямбол с предмет на дейност: водоснабдяване, канализация, пречистване на водите, инженерингови услуги в страната и чужбина.

## Водоснабдяване
Водоснабдяването на населените места на територията на дружеството се осъществява помпажно, гравитачно или смесено. Цялото количество питейна вода за област Ямбол се осигурява от подземни (подпочвени) води.
Общият брой на водоизточниците е 229, от тях:
- тръбни (сондажни) кладенци – 92 броя;
- шахтови кладенци – 58 броя;
- дренажи – 67 броя;
- каптажи – 12 броя.

Основните водоизточници са изградени в терасата на река Тунджа, карстовите райони около село Воден и село Голямо Шарково.

## Канализация
Канализационната мрежа е изградена от бетонови тръби с диаметър от 200 mm до 2000 mm, от кръгли, яйцевидни и устообразни профили.
45% от отпадъчните води се припомпват от 3 канални помпени станции.
Канализационни мрежи по градове:
- Ямбол – със степен на изграденост 62%, към нея е включено 67% от населението;
- Елхово – със степен на изграденост 67%, към нея е включено 73% от населението;
- Болярово – със степен на изграденост 38%, към нея е включено 52% от населението.